# Beija-flor-tesoura
O beija-flor-tesoura ou tesourão é uma espécie de ave da família Trochilidae (beija-flores). Seu nome científico é Eupetomena macroura, do (grego) eu = divindade, deus; e petonemos = sempre sustentado pelas asas, voando; e do (grego) makros = longo, comprido; e ouros, oura = cauda.

## Nomes populares
O nome "beija-flor-tesoura" foi selecionado como nome vernáculo técnico para a espécie pelo Comitê Brasileiro de Registros Ornitológicos.

## Distribuição Geográfica
É uma das espécies mais comuns em áreas abertas de quase todo o Brasil, exceto em alguns locais da Amazônia. Ocorre desde a Guiana Francesa até a Bolivia e o Paraguai.

## Taxonomia
São reconhecidas cinco subespécies:
- Eupetomena macroura macroura (Gmelin, 1788): Presente nas Guianas, Paraguai e norte, centro-oeste e sudeste do Brasil;
- Eupetomena macroura simoni (Hellmayr, 1929: Presente no nordeste brasileiro (Sul do Maranhão, Piauí e Ceará) e em Minas Gerais;
- Eupetomena macroura cyanoviridis (Grantsau, 1988: Presente no sudeste do Brasil;
- Eupetomena macroura boliviana (Zimmer, 1950):  Presente na savana do noroeste da Bolívia, na província de Beni;
- Eupetomena macroura hirundo (Gould, 1875): Presente no leste do Peru, na região de Huiro.[2]

## Características
O tesourão tem esse nome devido a sua cauda ser dividida no meio, dando a aparência semelhante a de uma tesoura. Sua cabeça, pescoço e cauda são azuis e o resto de sua plumagem verde-escuro brilhante. Sua coloração é igual em ambos os sexos, somente nas fêmeas sendo levemente mais escura e é menor. Medem entre 15–19 cm da ponta do bico a calda, o bico mede 2,2 cm e pesam 9-11 g.
Indivíduos com plumagem flavística são aqueles que têm ausência parcial de melanina, podendo ainda ser observado com um pouco da cor original da ave. Além da ave flavística possuir uma coloração de aparência diluída devido à perda de melanina, são encontrados em sua plumagem a presença de pigmentos carotenoides, encontrado em seres desde bactérias até plantas e animais que dão na natureza os tons de amarelo ao vermelho.

## Hábitos

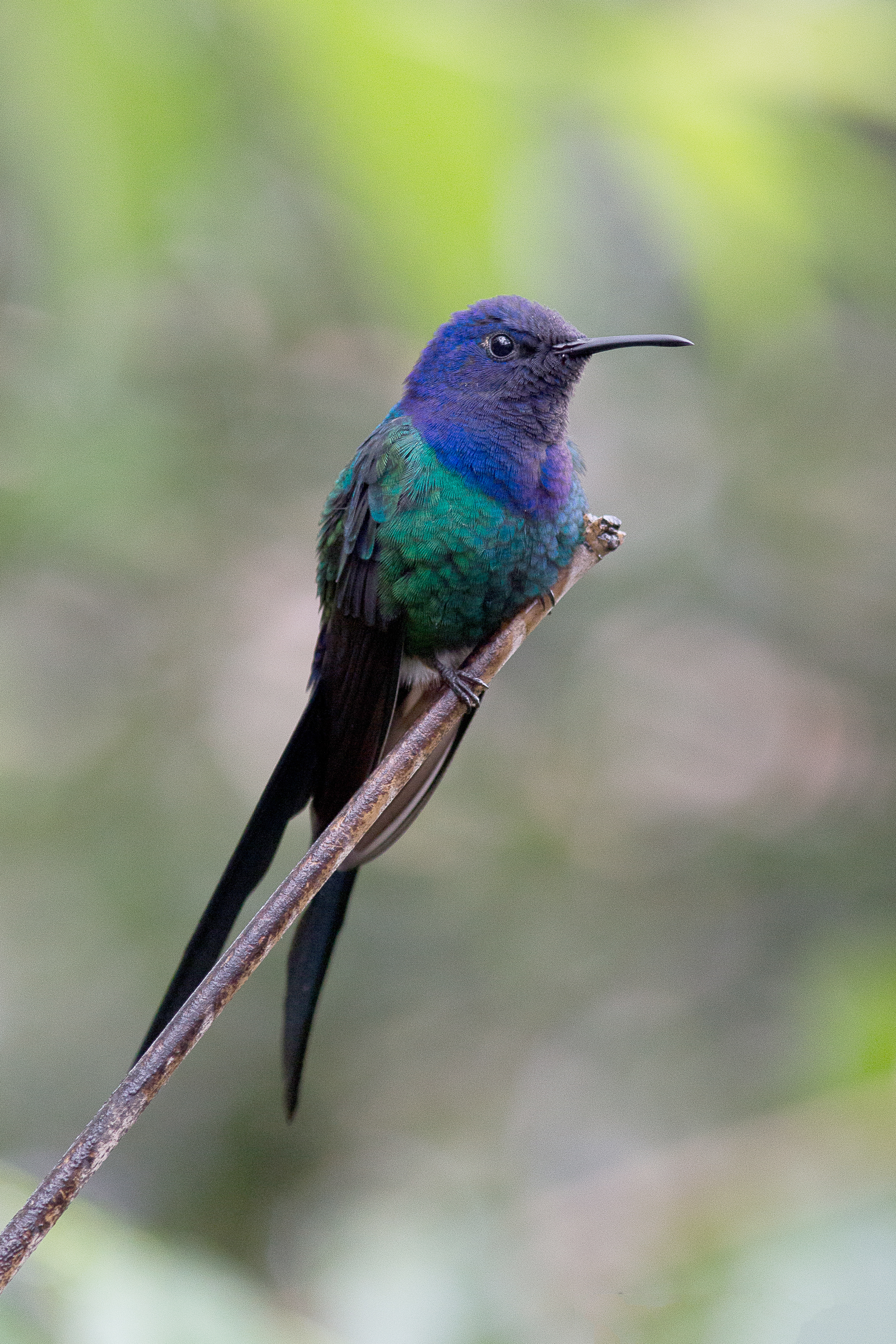
Beija-flor-tesoura (Eupetomena macroura)

O beija-flor-tesoura é considerado como um dos beija-flores mais comuns do Brasil. É comumente encontrado até mesmo em grandes regiões urbanizadas, além de viver em locais possuidores de áreas semiabertas, parques, jardins e bordas de florestas. Devido aos seus locais de habitat e à convivência de alguns indivíduos com as cidades, não costumam ter medo das pessoas, sendo capaz de aproximar-se delas para se alimentar nas garrafas com água e açúcar ou do néctar nas flores de jardins.

## Alimentação
Assim como outros beija-flores o tesourão alimenta-se de néctar de flores, logo tem um importante papel na polinização de muitas plantas. Também faz parte de sua dieta caçar pequenos insetos.

## Comportamento
É uma das espécies mais agressivas de beija-flor do Brasil principalmente na época da reprodução, podendo atacar pequenos mamíferos e até mesmo outros pássaros maiores que ele. É territorialista, disputa entre si e com outros animais o seu território e suas fontes de alimento. Na escassez de néctar se aloja em uma árvore (geralmente mulungu ou ipê) e a defende destemidamente contra qualquer outro pássaro. Reproduz danças ritualísticas entre outras espécies com voo em defesa de seu território.

## Reprodução

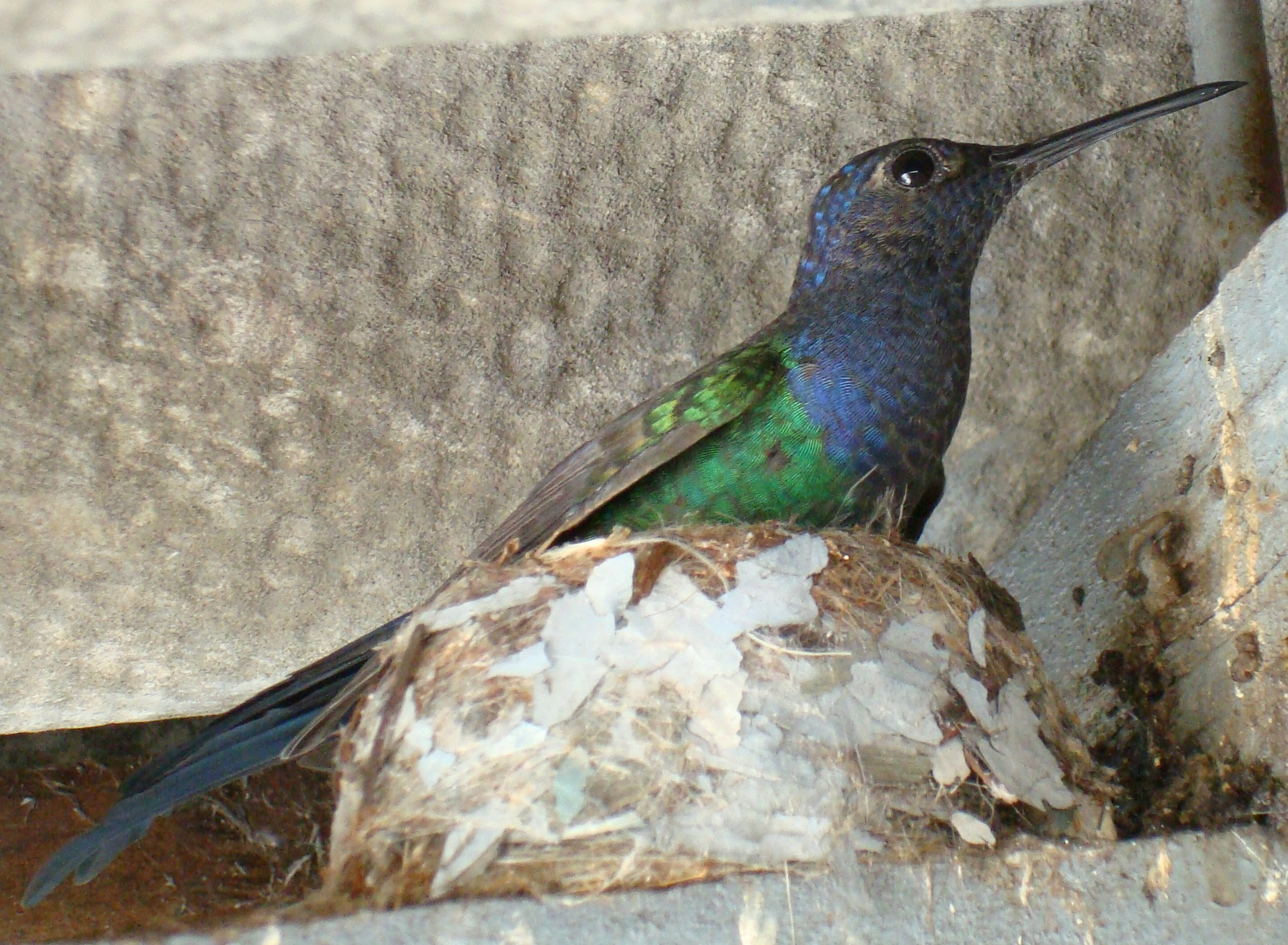
Beija-flor-tesoura em seu ninho, localizado em Ribeirão Preto, São Paulo.

Beija-flores-tesoura acasalam-se pela primeira vez na idade de 1-2 anos e é caracterizado pelo voo do macho e da fêmea juntos em zig-zag. A fêmea fica responsável pela escolha do local de seu ninho, este com formato de tigela aberta, e localiza-se geralmente em um ramo um pouco horizontal ou numa forquilha de arbusto ou árvore, a cerca de 2 a 3 metros do solo.
O ninho é feito com teias de aranha e aderido extremamente a fragmentos de folhas, musgos e líquens; fibras vegetais macias incluindo paina ou algodão. A fêmea põe de dois a três ovos de coloração branca e de formato alongado no período de janeiro e fevereiro. Somente ela encuba os ovos, que eclodem depois de 15-16 dias. Os filhotes nascem nus, com um pouco de penugem. Suas penas nascem depois de 5 dias, e são alimentados por sua mãe de uma a duas vezes por hora, principalmente por insetos. Os filhotes deixam o ninho com 22 a 24 dias após seu nascimento.
Um macho pode acasalar com várias fêmeas, do mesmo modo que uma fêmea também pode acasalar com vários machos durante seu tempo de vida.